# Curdin Morell
Curdin Morell (9 luglio 1963) è un bobbista svizzero.

## Biografia
Ai XVI Giochi olimpici invernali (edizione disputatasi nel 1992 a Albertville, Francia) vinse la medaglia di bronzo nel Bob a quattro con i connazionali Donat Acklin, Lorenz Schindelholz e Gustav Weder, partecipando per la nazionale svizzera, venendo superate da quella tedesca e austriaca.
Il tempo totalizzato fu di 3:53,92, con un distacco leggero dalle prime classificate, 3:53,90 e 3:53,92 i loro tempi.
Inoltre ai campionati mondiali vinse numerose medaglie:
- nel 1989, oro nel bob a quattro con Gustav Weder, Bruno Gerber e Lorenz Schindelholz[3]
- nel 1990, oro nel bob a due e oro nel bob a quattro con Bruno Gerber, Lorenz Schindelholz e Gustav Weder;
- nel 1991, argento nel bob a due[4]